# Puños continuos
Puños continuos es un arte marcial de origen cubano que surge en el año 1993 a partir de su separación del Okito (arte marcial de origen cubano creado por el maestro y oficial de las Tropas Especiales de las Fuerzas Armadas Revolucionarias de Cuba, FAR, Francisco Perdigón Martínez). Su creador es el maestro y 7 Dan Dalberto Daim Muños Ramas.
Es practicado fundamentalmente en las provincias de Granma y Santiago de Cuba. Dentro de sus técnicas se incluyen patadas, golpes de puño, barridos, proyecciones y luxaciones.
Las técnicas empleadas durante la práctica de Puños Continuos pueden parecer semejantes a las del Karate-Do o el Kung-fu pero existe una gran diferencia en su concepción. No existe una forma absoluta de aplicación de las técnicas en Puños continuos, pues se combina la aplicación de técnicas rectas y directas con técnicas más circulares y fluidas. El golpeo con todas las partes de la mano es otra de las características básicas de este estilo.
Es un estilo que aunque no está muy difundido en Cuba, tiene una gran cantidad de practicantes en las provincias de Santiago de Cuba y Granma en el oriente del país.

## Historia
El estilo puños continuos surge a partir de las diferencias objetivas con las técnicas aplicadas en el Okito, estilo que se crea con el objetivo fundamental de entrenar a las Tropas Especiales de las FAR a finales de los años 80 del pasado siglo XX en un sistema de preparación física y combate cuerpo a cuerpo efectivo que les permitiera enfrentarse con éxito a cualquier oponente, armado o no. La adaptación del estilo para su práctica en la vida civil es el punto de partida para la creación en 1993 del estilo Ki-Lud, por el Maestro "Dain" que es el antecedente directo del estilo Puños Continuos.
En 1997 el sistema cambia su nombre de Ki-Lud por el puños continuos, con el cual se lo conoce hasta hoy.

## Características generales
Puños continuos es un arte marcial que desarrollado a partir de un estilo empleado para el entrenamiento del ejército ha sido adaptado a su práctica en la vida civil, emplea tanto técnicas de manos como de piernas, así como proyecciones y luxaciones con el objetivo de que el practicante adquiera la capacidad de defenderse de forma efectiva contra cualquier oponente. Como su nombre plantea, se persigue atacar continuamente al adversario hasta que este pierda la capacidad de combate o se rinda.
Por ser un arte marcial genuinamente cubano, los nombres de las técnicas empleadas en el mismo toman su nombre de lugares de la provincia Granma -donde surgió- o de la forma en que son empleados, por ejemplo: el golpe recto con el pie hacia el frente se nombra "Media Luna", lugar histórico de la provincia Granma y el golpe recto con el puño se denomina "Guaso", río de la provincia Guantánamo.
La práctica sistemática persigue que el practicante logre una técnica depurada que se destaca por su gran rapidez, efectividad y precisión, por lo que este arte marcial se adapta a cualquier tipo de lucha o estilo de combate cuerpo a cuerpo.
Técnicas y principios
Las técnicas de forma general podrían clasificarse en:
- Patadas: Las cuales pueden ser rectas en posición frontal o lateral, circulares hacia adentro y hacia afuera y en giro, y pueden atacar cualquier parte del cuerpo. Cada técnica de patada tiene sus variantes a diversas alturas, en giro, desde el suelo, hacia los lados o hacia atrás. Los golpes con la rodilla también pueden ser utilizados contra cualquier parte del cuerpo.
- Barridos: Son muy empleados los barridos desde la posición de pie pero también suelen emplearse barridos en giro desde el suelo tanto con la pierna delantera como con la trasera, los cuales pueden ser dobles barridos o combinarse con patadas desde el suelo.
- Golpes con las manos: Es permitido golpear con cualquier parte de la mano y con los codos y a cualquier parte del cuerpo por lo que los practicantes prestan gran atención al endurecimiento de los cantos de las manos y los puños. En las competiciones están prohibidos los golpes rectos con las manos, abiertas o cerradas, en el rostro y los golpes en el cuello y en los testículos.
- Proyecciones y luxaciones: Son usadas fundamentalmente en la defensa personal y tienen gran semejanza a las que se emplean en el Judo y el Aikido. Se utilizan también muchas defensas contra proyecciones y proyecciones a partir de proyecciones. Las proyecciones no son utilizadas en las competiciones.
- Bloqueos: Se emplean bloqueos utilizando los brazos, los codos y las piernas desde todas las posiciones. Unas de las técnicas usadas por los practicantes es la de contrarrestar los golpes de su oponente golpeando a su vez el miembro empleado por este para el ataque.

## Formas de combate
El estilo puños continuos tiene 30 formas de combate, las cuales se identifican a partir de números y una forma básica denominada Cuatro Puntos Cardinales, que es la primera que el practicante aprende cuando se inicia en el estilo. Estas formas combinan posiciones bajas y altas en cada una de las cuales el practicante combina un bloqueo con uno o varios ataques. Las formas de combate contienen todas las técnicas contempladas en el estilo e incluso algunas realizan técnicas de golpeo desde el suelo. Son desarrolladas de acuerdo con el nivel del practicante y se dividen en formas básicas y complejas.
No necesariamente la forma de combate se inicia con un bloqueo pues uno de los principios del estilo plantea que el objetivo principal es que las técnicas se apliquen de forma rápida y fulminante, por lo se procura inculcar al practicante la premisa muy criolla de "Quien da primero, da dos veces"
Las formas de combate de la 15 a la 20 están concebidas para practicantes a partir de cinturón negro y contemplan el empleo de armas como el cuchillo, el bastón largo, dos bastones cortos y el machete.
Defensas combinadas
Son formas de combate en las que confrontan dos o más practicantes -con armas o sin ellas- y que contemplan varias situaciones que pueden presentarse en un combate, su objetivo es adiestrar al practicante en las forma de repeler variados tipos de amenazas empleando las técnicas aprendidas según el nivel. Son denominadas también con números, ejemplo: Defensa número 1.
Estas técnicas son empleadas fundamentalmente como base de aprendizaje de la defensa personal que incluye también los combates con semi-contacto y los combates con contacto completo.

## Grados y cinturones
A diferencia de otras artes en la que los niveles son expresados a partir de cinturones, en Puños Continuos los practicantes comienzan sin nivel y tiene que ganarse el cinturón blanco en un examen que incluye técnicas de todos tipos acordes a su nivel.
Los cinturones de acuerdo al nivel del practicante son:
1 Aspirante a Cinturón Blanco.
2 Blanco
3 Anaranjado
4 Azul
5 Verde
6 Rojo
7 Negro
Los niveles para los cinturones negros van desde el primero hasta el noveno GPT (Grado de Perfeccionamiento de la Técnica).
Además se incluyen categorías que aparte de contemplar el grado de preparación adquirido por el practicante tienen en cuenta su preparación metodológica para la enseñanza del estilo, su filosofía y las normas que lo rigen y que son adquiridos a partir de cursos que concluyen con un examen, estos son:
1 Aspirante a instructor (De cinturón rojo a primer Dan)
2 Instructor, que tiene tres categorías pedagógicas: primera, segunda y tercera y estas se vinculan con las categorías técnicas, sin que estas últimas determinen las primeras, ya que se miden los resultados del atleta-docente.
3 Aspirante a profesor. Generalmente se vinculan a las categorías técnicas de primer a tercer Dan.
4 Profesor. En esta categoría docente se exigen como requisito técnico ser al menos Primer Dan.
5 Profesor Distinguido. Para obtener esta categoría pedagógica se deben obtener resultados en el orden de la enseñanza y también en la parte técnica, transitando por las categorías anteriores. 
6 Candidato a maestro. Para la obtención de esta categoría se debe obtener al menos la categoría técnica de Tercer Dan y haber transitado por las categorías docentes anteriores alcanzando la condición de Profesor Distinguido.
7 Maestro. Es el último escalón en la escala pedagógica y se requiere como mínimo poseer como categoría técnica el Cuarto Dan.

## Competición
Las competencias, que no tienen carácter deportivo, se efectúan con el objetivo de que el practicante pueda comprobar la efectividad de las técnicas aprendidas durante la práctica del estilo y pueden ser de semi-contacto y de contacto completo o de un solo paso. Los novatos y practicantes hasta nivel azul generalmente combaten a semi-contacto o a un solo paso.
En Puños Continuos el enfrentamiento dura 2 minutos y concluye cuando uno de los adversarios se rinde, cuando acaba el tiempo reglamentario y gana el que mayor cantidad de puntos marco o por KO técnico. El combate se desarrolla en un terreno de combate circularular, fundamentalmente de piso arena y delimitado con una franja blanca y es dirigido por un árbitro que se auxilia en 3 jueces los cuales tienen que tener como mínimo la categoría de instructor.
Las penalizaciones impuestas durante el combate son: llamada a la atención, segunda llamada a la atención con el descuento de un punto y descalificación. Retroceder de forma continua hasta el borde del terreno de combate resulta en una llamada a la atención.
Se utiliza la voz de "To" para comenzar las acciones, y "Za" para detenerlas, en cualquiera de los ejercicios, tanto en entrenamientos como en exhibiciones y combates.
También es muy usual el enfrentamiento amistoso con practicantes de otros estilos y deportes.
- Datos: Q6093508